# Movimiento Patriota (Estados Unidos)

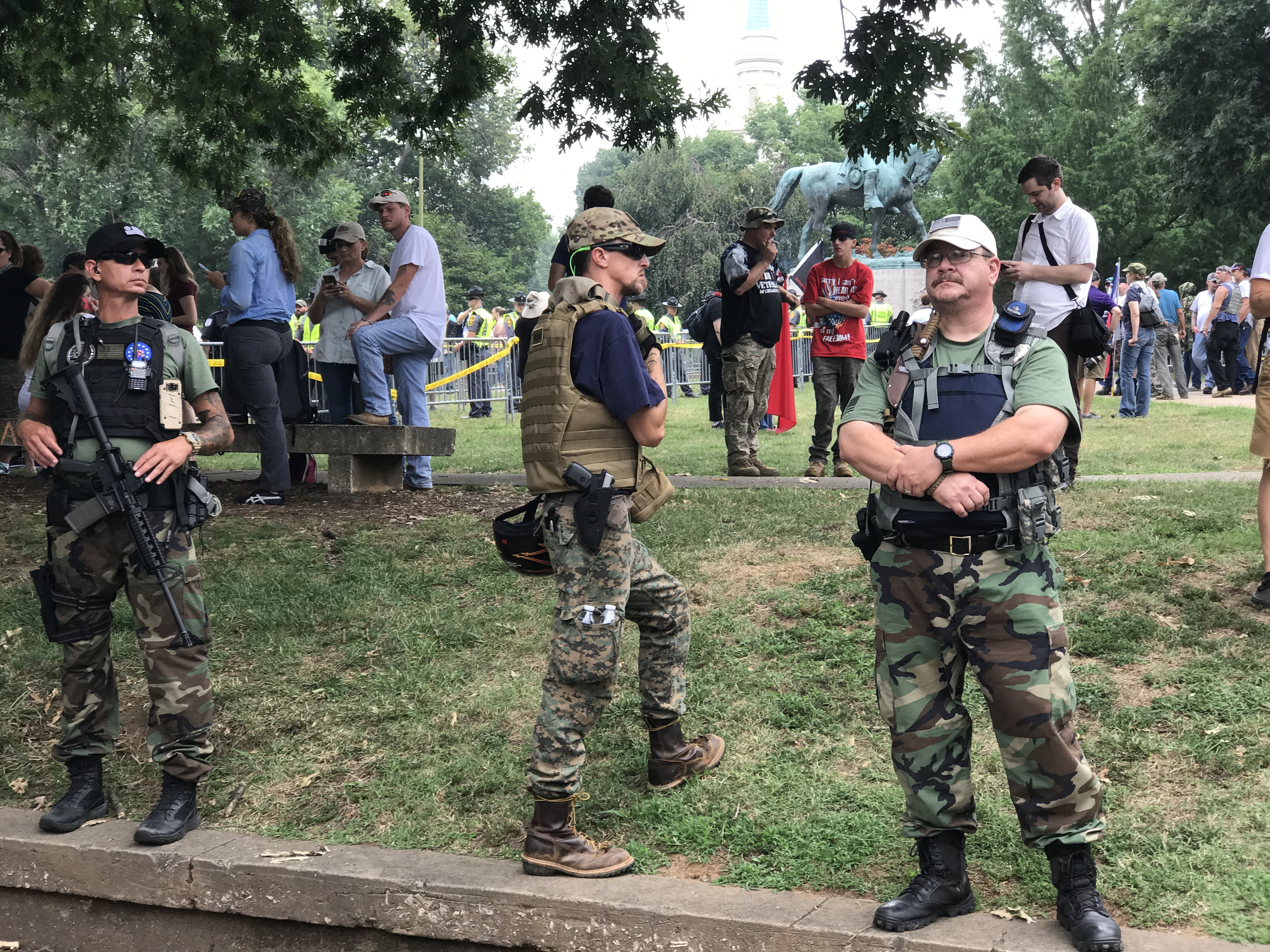
Miembros de la milicia Three Percenters, en Charlottesville.

En Estados Unidos se denomina Movimiento Patriota a una serie de grupos conservadores e independientes, en su mayoría rurales y de pequeño tamaño, y estrechamente relacionados con el Movimiento de milicias y en muchos casos de ideología minarquista, ultraderechista o fundementalistas cristianos de corte apocalipcisistas-supervivencialistas.
Periodistas e investigadores han asociado el movimiento patriota con el movimiento de milicias de extrema derecha habiendo algunos en el movimiento han cometido o apoyado actos ilegales de violencia.
Los principales hechos relacionados con este movimiento en Estados Unidos que alarman o inspiran el movimiento patriota incluyen el asedio de Ruby Ridge en 1992, el asedio de Waco en 1993 y los atentados durante los Juegos Olímpicos de Verano de 1996.

## Descripción
Varios grupos alineados con el movimiento patriota han sido descritos con frecuencia como grupos racistas, xenófobos, extremistas, antisemitas, islamófobos y violentos por organismos como el SPLC, la Liga Antidifamación y el FBI.
Las descripciones del movimiento patriota incluyen:
- Un movimiento diverso que tiene como hilo conductor una creciente insatisfacción y alienación del gobierno, la voluntad de utilizar la fuerza militar para defender sus derechos y una escatología conspiratoria[3]
- Un tipo de política históricamente asociada con paleoconservadores, paleolibertarios, grupos de milicias, movimientos contra la inmigración y aquellos que abogan por la abolición de la Reserva Federal[4]
- Un movimiento abierto sobre la Constitución de los Estados Unidos, particularmente las Enmiendas Segunda y Decimocuarta; como resultado, algunos miembros se niegan a pagar sus impuestos sobre la renta, y algunos grupos operan su propio sistema legal de derecho consuetudinario[5]

Además, el movimiento patriota se ha asociado con las siguientes opiniones:
- Apoyo al movimiento de la milicia paramilitar, como la Milicia de Michigan
- Los puntos de vista religiosos se centraron en encontrar "signos del fin de los tiempo
- Oposición con respecto a la vigilancia estatal